# 虎头蟹属
虎头蟹属（学名：Orithyia）为虎头蟹科的一个属。

## 語源學
Orithyia（也拼作Orithuja）是爲了紀念雅典國王埃瑞克修斯之女Orithyia。

## 下属物种
本属包括以下物种：
- Orithyia eikii Karasawa, 2020
- 中华虎头蟹 Orithyia sinica Linnaeus, 1771